# Rhian Davies
Rhian Davies (5 de janeiro de 1981) é uma ex-futebolista profissional australiana que atuava como defensora.

## Carreira
Rhian Davies representou a Seleção Australiana de Futebol Feminino, nas Olimpíadas de 2004. 